# Cheilosia meganosa
Cheilosia meganosa är en tvåvingeart som beskrevs av Hull och Fluke 1950. Cheilosia meganosa ingår i släktet örtblomflugor, och familjen blomflugor.
Artens utbredningsområde är Wyoming. Inga underarter finns listade i Catalogue of Life.